# Иванов, Алексей Алексеевич (архитектор)
Алексе́й Алексе́евич Ивано́в (1749—1802) — русский архитектор-классицист, академик Императорской Академии художеств.

## Биография
Алексей родился в семье флотского комиссара. В 1757 году был определен на учёбу в архитектурный класс ИАХ. Прошёл полный курс обучения, получил серебряные и золотые медали за проекты: церкви (30 июня 1763 года), внутренних украшений академического здания (10 июля 1766 года) и училища на 150 человек (5 июля 1767 года). Был выпущен с аттестатом 1-й степени и отправлен пенсионером за границу.
Во время своего шестилетнего пребывания за границей, где он находился вместе с Ф. И. Шубиным
, Иванов занимался у профессора королевской академии Дюмона и архитектора Контана в Париже, а с 1771 года самостоятельно работал в Риме. Возвратясь на родину, он получил академические звания: назначенного в академики — за проект «увеселительного дома» (2 сентября 1773 года), вместе с определением на службу при ИАХ, и академика — за проект «публичного театра» (17 октября 1776 года).
Первые годы по возвращении в Петербург Иванов работал по заказам камергера Ф. И. Балка, генерал-адъютанта И. И. Шувалова и графа З. Г. Чернышева, а 22 марта 1778 года был назначен преподавателем в класс перспективы и, наконец, 2 сентября 1779 года утвержден в звании адъюнкт-профессора. Вышел в 1780 году в отставку по слабости зрения, будучи к тому времени профессором архитектуры, после чего строил еще некоторое время у обер-шталмейстера Л. А. Нарышкина.
Умер в крайней бедности. Имел многочисленное семейство, из которого двое сыновей — Иван и Павел также выбрали творческую стезю. Павел Алексеевич (1776 — 12 марта 1813), поступив в 13 лет в ИАХ, 11 декабря 1802 года стал академиком миниатюрной живописи.

## Основные работы
- Церковь во имя Смоленской иконы Божией Матери на Смоленском православном кладбище
- Андреевский собор на Васильевском острове — по разным данным, А. А. Иванов достраивал собор, начатый архитектором А. Ф. Вистом, или строил его с самого начала по своему проекту[3].